# Девочка со спичками (мультфильм, 1984)
«Девочка со спичками» (чеш. Děvčátko se sirkami) — чехословацкий мультипликационный фильм, снятый Миладой Каченовой в 1984 году на студии Bratři v triku компании Krátký Film Praha. В съёмке также принимала участие киностудия «Баррандов».
В основе произведения — одноимённый святочный рассказ Ханса Кристиана Андерсена, который был существенно переработан и переосмыслен во время составления сюжета и дальнейшего написания сценария. В итоге фильм является не только снятым по мотивам литературного первоисточника, но и своеобразной вариацией на тему рассказа.

## Сюжет
Перед зрителем возникает картина, на которой изображен сюжет рассказа. Канун Нового года, пара едет домой, или же на приём, на санях, в окнах домов горит свет, но в одном ближайшем окне можно разглядеть наряженную ёлку. Возле этого окна стоит девочка с белокурыми волосами, продающая спички. Появляется её портрет, где она, несчастная и замёрзшая, пытается согреться зажжённой спичкой, который позже сменяется кадром с девочкой в уже другой, тёплой обстановке. Она зажигает спичку, смотрит на неё внимательным, хмурым взглядом, и её фантазия начинает рисовать историю.
Девочка стоит с узелком и голубым платком посреди полей, покрытых снегами и сугробами, и перед ней возникает волшебный олень с санями. Она садится в упряжку и едет через зимний лес. Вдруг её начинает преследовать Богиня Ветра, грозясь помешать путешествию. Девочка пытается остановить её, выбросив узелок, который превращается в большой снежный холм. Он не останавливает духа, и понимая, что это не помогло, девочка выбрасывает голубой платок. Он становится морем и тут же топит духа, а сани превращаются в лебедя, и девочка продолжает путь по воздуху.
Затем перед ней появляется другой дух, представший в образе джинна, исполняющего желания. Он показывает девочке вещи, которые ей хотелось бы иметь: бусы, платье, куклу, коньки и многое другое. Однако она не поддаётся его чарам, и лебедь пролетает сквозь него. Девочка летит над полями и лугами, где зима уже отступила, и долетает до острова, где растёт большой дуб. Она пролезает под ним и ползёт до нового места, где её встречают двое маленьких мифических существа, похожих на духов леса.
Оказавшись в сказочной стране, девочка замечает розового пегаса, который предлагает ей продолжить путь с ним. Вместе они добираются до льва и лягушки, которая с помощью флейты вызывает следующего и последнего проводника — Змею. Она открывает пасть, и девочка поднимается по языку ей в рот. Змея добирается до пещеры, охраняемую духом леса, и, получив разрешение, она вновь открывает пасть, и девочка скатывается по языку прямиком в пещеру. Через неё она попадает в светлый дом её любимой бабушки, где ощущается новогодняя атмосфера: на столе стоит небольшая ёлка, украшенная игрушками и свечами, лежат яблоки и грецкие орехи, бабушка что-то готовит на печи, а неподалеку отдыхает её домашний кот. Девочка бежит к бабушке, и та встречает её с распростёртыми объятиями.
В финальной сцене зрителя вновь переносят к девочке, сидящей за обеденным столом, в уютной, но темной комнате. Перед ней стоит тарелка с кушаньем, стакан с соком и пара еловых веток, но она ни к чему не притрагивается. Выясняется, что она постепенно сжигает все спички из коробка, наблюдая за их пламенем. И каждый раз, когда очередная спичка гаснет, она бросает её на тарелку. Девочка остаётся в полном одиночестве.

## История создания
В интервью 2021 года сценарист фильма, кинодраматург Эдгар Дутка, вспоминал о трудностях создания фильмов в условиях коммунистического режима. Он обращал внимание, что фильмы, затрагивающие серьёзные, щекотливые темы общества, не проходили цензуру по политическим соображениям. В связи с чем, большинство авторов обращались либо к жанру общенародной сатиры (чеш. Komunální satira), либо к простым, безобидным сюжетам или сказкам.
Вместе с режиссёром-дебютантом Миладой Каченовой Эдгар написал литературный сценарий, в котором посмотрел на рассказ Андерсена с другой стороны:

Это была вариация на тему сказки Андерсена, где девочка из богатой семьи, имеет всё, что только можно пожелать, но при этом испытывает душевные страдания.Оригинальный текст (чешск.)Šlo o variaci Andersenovy pohádky, kdy děvčátko pochází z bohaté rodiny a materiálně má vše, co by si mohlo přát, ale strádá psychicky.

В качестве художника-постановщика выбрали Эву Беднаржову, занимавшуюся живописью и иллюстрированием книжных изданий, для которой был свойственен необычный сюрреалистический стиль, но не чужд мир детской литературы. Ярослав Целба написал медитативную музыку к фильму, вобравшую в себя чувства загадочности, радости и тревоги.
Первоначальная задумка заключалась в чередовании кадров с живыми актёрами и мультипликации, однако здесь не обошлось без сокращений. Большая часть игровых сцен была вырезана по причине того, что Камил Пикса, директор компании Krátký Film Praha, недолюбливал продюсера фильма, который должен был принять участие в фильме. Таким образом, по словам Дутки, от первоначальной идеи фильма ничего не осталось, хотя были предприняты попытки её сохранить, используя лишь кадры с девочкой.

## Из рецензии
В январе 1985 года информация о фильме появляется в журнале о кино Filmový přehled, старейшем чешском периодическом киноиздании, где была написана следующая аннотация:

Сказка Андерсена «Девочка со спичками» была экранизирована в 1928 году французским режиссёром Жаном Ренуаром. Для своей адаптации с живыми актёрами он использовал специальные эффекты и кукол в сценах сновидений. Спустя годы эта же сказка вдохновила Эдгара Дутку и Миладу Каченову, которые вместе с художницей Эвой Беднаржовой создали одноимённый мультипликационный фильм. Но если сказка Андерсена имеет социальную направленность, а фильм Ренуара снят в духе экспрессионизма, то чешские авторы сосредоточились на проблеме одиночества маленькой девочки и её тоски по любви и нежности. Мультипликационный сюжет дополнен живыми кадрами маленькой девочки, которая видит свои фантазии в пламени горящих спичек.Оригинальный текст (чешск.)Andersenovu pohádku Děvčátko se sirkami natočil již v roce 1928 francouzský režisér Jean Renoir. Jako hranou adaptaci, v níž tehdy ve snových sekvencích použil triků a loutek. Stejnou pohádkou se po letech inspirovali Edgar Dutka a Milada Kačenová, kteří spolu s výtvarnicí Evou Bednářovou vytvořili kreslený film s týmž názvem. Zatímco však Andersenova pohádka je sociálně laděná, a Renoirův film byl natočen v expresionistickěm duchu, čeští autoři se soustředili na zdůraznění osamělosti malé holčičky a její touhy po citu. Kreslený příběh je rámován hranými záběry dívenky, která v plamíncích hořících sirek vidí své představy.

## Над фильмом работали
| Роль                          | Имя                                                                                 |
| ----------------------------- | ----------------------------------------------------------------------------------- |
| Автор сюжета                  | Эдгар Дутка                                                                         |
| Соавтор сюжета                | Йиржи Кубичек                                                                       |
| Авторы литературного сценария | Эдгар Дутка, Милада Каченова                                                        |
| Художник-постановщик          | Эва Беднаржова                                                                      |
| Ассистент художника           | Милуше Глуханичова                                                                  |
| Художники-мультипликаторы     | Милада Каченова, Анна Габартова, Ярослава Благоевова, Мирослав Валтер, Мирко Качена |
| Операторы                     | Ярослав Форман, Сватоплук Малый                                                     |
| Композитор                    | Ярослав Целба                                                                       |
| Звукооператор                 | Беньямин Аструг                                                                     |
| Монтажёр                      | Йиржина Печова                                                                      |
| Директор картины              | Зденка Дейчова                                                                      |
| Режиссёр                      | Милада Каченова                                                                     |

В создании также принимали участие: О. Шебова, В. Штепанова, Г. Ветровцова, М. Влчкова

### Комментарии
1. ↑  В рецензии журнала Filmový přehled этого духа назвали Мелюзиной (чеш. Meluzína), однако речь идёт об образе в чешском фольклоре, где она является Богиней Ветра. По старинному обычаю, в канун Нового года, в дар Мелюзине бросали в воздух горсть муки, чтобы её задобрить[1][2].